# Beondegi
Beondegi (번데기) là một món ăn đường phố của Hàn Quốc được làm từ nhộng tằm.
Món nhộng này được luộc hoặc hấp đựng trong cốc giấy có xiên tăm. Hương thơm của nó được mô tả là "thơm như tôm, hơi giống ngô đóng hộp", trong khi kết cấu chắc và dai.
Beondegi được phục vụ dưới dạng súp như beondegi-tang. Món súp này có hương vị với nước tương, ớt, tỏi, hành lá và bột ớt đỏ. Nó thường được phục vụ như một món nhậu (anju) (đồ nhắm rượu) tại các quán rượu.
Beondegi đóng hộp và beondegi-tang có thể được tìm thấy trong các siêu thị và cửa hàng tiện lợi.

## Lịch sử
Mặc dù nghề trồng dâu nuôi tằm ở Hàn Quốc đã có từ 4.000 năm trước, nhưng việc tiêu thụ nhộng tằm (một sản phẩm phụ của ngành công nghiệp này) là tương đối gần đây. Beondegi đã được ăn ở các làng nuôi tơ lụa ít nhất là từ những năm 1920. Việc tiêu thụ rộng rãi bắt đầu sau Chiến tranh Triều Tiên, khi chính phủ thúc đẩy mạnh mẽ ngành công nghiệp tơ lụa. Nhộng tằm là nguồn cung cấp protein trong thời kỳ đói nghèo.

## Hình ảnh

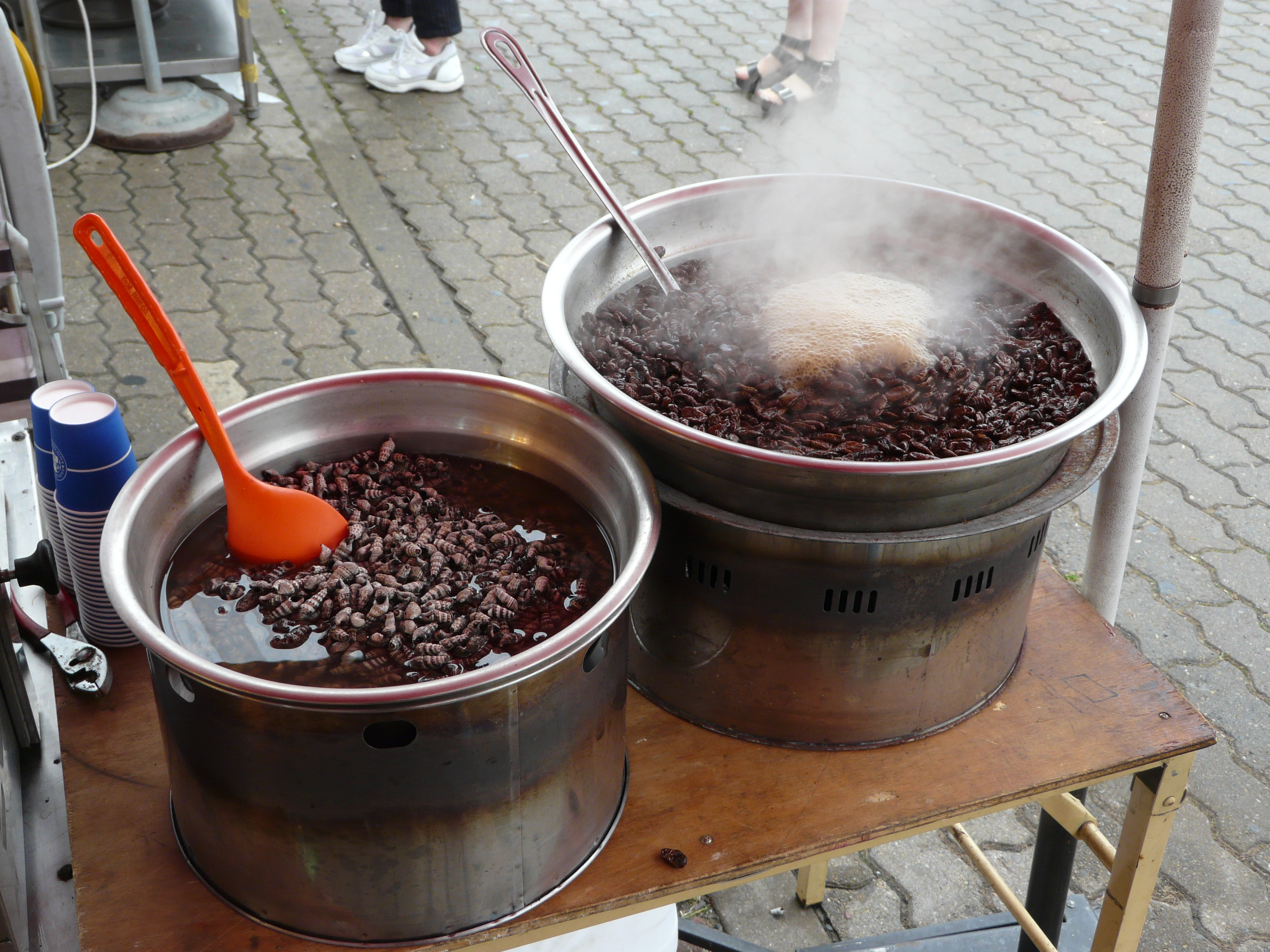
Beondegi được bán bởi một người bán hàng rong
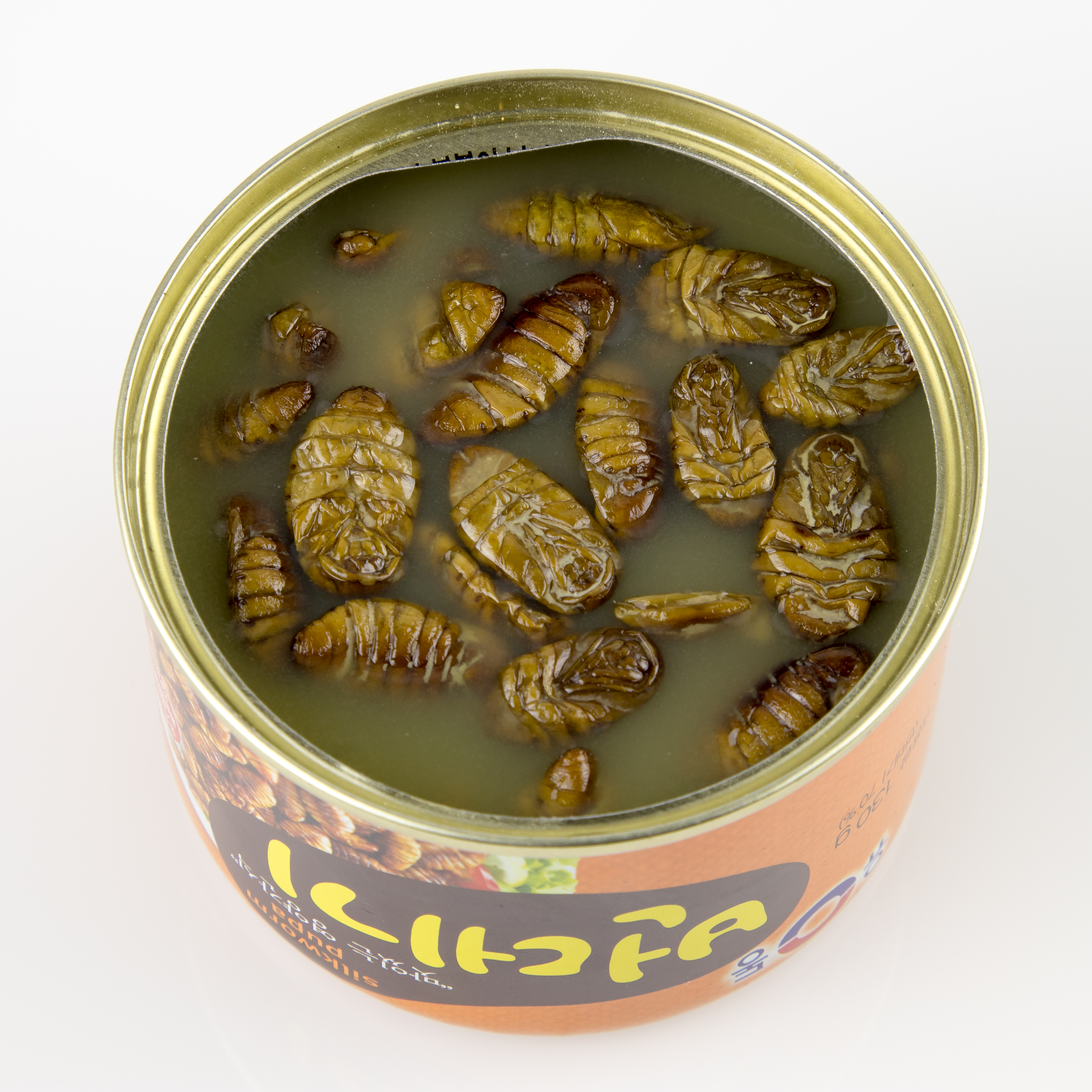
beondegi đóng hộp